# Kováts Ervin
Kováts Ervin vagy Ervin Kováts (Budapest, 1927. szeptember 29. – Morges, Vaud kanton, Svájc, 2012. június 7.) svájci magyar kémikus, vegyészmérnök, a Magyar Tudományos Akadémia külső tagja. Munkássága nemzetközi szinten is kiemelkedő jelentőségű a gázkromatográfiás analitikai kémia területén, az illóolajok szerkezeti vizsgálata kapcsán nevéhez fűződik a retenciós index bevezetése.
Nevét gyakran használta Ervin sz. Kováts alakban, ahol az sz. a székelykeresztúri rövidítése.

## Életútja
1949-ben a budapesti József Nádor Műszaki és Gazdaságtudományi Egyetemen szerzett vegyészmérnöki oklevelet. Ezt követően kivándorolt Svájcba, s 1950-től 1953-ig a Zürichi Szövetségi Műszaki Főiskolán (Eidgenössische Technische Hochschule Zürich, ETHZ) folytatta vegyészmérnöki tanulmányait. 1951-ben másoddiplomát szerzett, 1953-ban pedig le is doktorált a tanintézetben. 1953-ban a zürichi főiskola Leopold Ružička vezette szerveskémiai kutatólaboratóriumának tudományos munkatársa, 1956-ban kutatócsoport-vezetője lett. 1964-ben szerezte meg habilitációját illóolaj-kémiai témakörben.
1967-ben elhagyta Zürichet, és a Lausanne-i Szövetségi Műszaki Főiskola (École polytechnique fédérale de Lausanne, EPFL) tudományos munkatársa lett. 1970-től rendkívüli egyetemi tanári címmel folytatta a kutató- és oktatómunkát, 1979-től 1994-es nyugdíjazásáig pedig rendes egyetemi tanárként az általa szervezett vegyészmérnöki laboratórium vezetését is ellátta. 1972–1973-ban, illetve 1986–1987-ben ő töltötte be a főiskola vegyészmérnöki karának dékáni tisztét. Nyugdíjba vonulása után a főiskola professor emeritusa, ezzel párhuzamosan 1996–1997-ben a Veszprémi Egyetem fizikai kémiai tanszékének professzora is volt.

## Munkássága
Fő kutatási területe az analitikai fizikokémia volt, tudományos pályája során – főként kromatográfiai vizsgálatok útján – behatóan foglalkozott szerves vegyületek szerkezeti elemzésével, valamint felületi kémiával, azaz az anyagok felszínén lezajló fizikokémiai folyamatok (pl. adszorpció) törvényszerűségeivel.
Az 1950-es évek második felében elsőként alkalmazott adszorpciós gázkromatográfiát a növényi illóolajok összetételének vizsgálatára, alkotóelemeinek elkülönítésére és szerkezeti sajátosságainak tisztázására. Munkája egyik eredményeként teljes körűen leírta a damaszkuszi rózsa (Rosa damascena) sziromleveléből nyert rózsaolaj összetételét és az abból izolált damaszkenont (2,6,6-trimetil-1-transzkrotonil-1,3-ciklohexadién). Az alkotórészek retenciójának jellemzésére mutatószám bevezetését javasolta, amely Kováts-féle retenciós index (Kovats retention index) néven ismert. A Kováts-index a kromatográfiás vizsgálat során alkalmazott közeg (gáz), illetve a vizsgált anyag vándorlási sebessége közti viszonyt leíró mutatószám. Az egyes anyagok jellemző retenciós tulajdonságokkal rendelkeznek, így az index segítségével megállapítható a vizsgált anyag összetétele. Kutatási eredményeit összefoglaló, 1958-ban megjelent tanulmánya a nemzetközi gázkromatográfiai szakirodalom legidézettebb munkái közé tartozik napjainkban is.
Tudományos cikkeinek száma meghaladja a százat, 1965-től szerkesztőbizottsági tagja volt a Journal of Chromatography, 1997-től pedig az Adsorption Science & Technology című periodikáknak. Közreműködött a Magyar Kémikusok Lapja szerkesztésében is. Mintegy kéttucatnyi vegyipari szabadalom fűződik a nevéhez.

### Társasági tagságai és elismerései
1993-ban a Magyar Tudományos Akadémia külső tagjává választották. Tiszteletbeli tagja volt a Magyar Kémikusok Egyesületének és a Spektroszkópiai Eljárások Fejlesztéséért Csoportnak (Groupement pour l’Avancement des Méthodes Spectroscopiques), továbbá tagja volt az Amerikai Kémiai Társaságnak (American Chemical Society) és a Svájci Kémiai Társaságnak (Schweizerishe Chemische Gesellshaft).
Tudományos érdemei elismeréseként 1977-ben Mihail Szemjonovics Cvet-emlékérmet, 1986-ban Archer J. P. Martin-díjat és a Budapesti Műszaki Egyetem Emlékérmét, 1987-ben a Helsinki Egyetem Emlékérmét vehette át. 1989-ben a Veszprémi Vegyipari Egyetem, 1994-ben az Aix–marseille-i Egyetem díszdoktorává avatták.

## Főbb művei
- Über katalytische Dehydrierungen von Hydroazulenen in der Gasphase. Zürich: Juris. 1956
- Studien auf dem Gebiet natürlicher Riechstoffe. Zürich: ETH Zürich. 1967 (habilitációs értekezése)

## További irodalom
- Journal of Chromatography LXXXVII. (Kováts Ervin-tiszteletszám)